# Неопределённое выражение
Неопределённое выражение, или анонимный авторитет (англ. weasel word), т. н. «серая пропаганда», — неформальный термин для слов и фраз, нацеленных на создание впечатления о том, что было сказано что-то конкретное и осмысленное, хотя на самом деле было высказано только смутное или неоднозначное утверждение. Примеры включают фразы: «некоторые люди говорят», «большинство людей думают», «учёные утверждают» и т. п. Неопределённые выражения могут использоваться в рекламных и политических текстах, чтобы ввести аудиторию в заблуждение или замаскировать предвзятое мнение.

## Применение
Неопределённые выражения зачастую являются средством психологических манипуляций или манипуляции общественным сознанием.
Психологическая манипуляция достигается путём намеренно нечётко сформулированных и расплывчатых фраз (английское идиоматическое выражение —англ. Weasel word).

## Как аргумент в полемике
Ссылка на анонимный авторитет во многом является беспроигрышным полемическим приёмом, так как изначально не предусматривает возможности оппонента критически отнестись к источнику конкретного утверждения. Э. Фромм так высказывался по этому поводу: «Законы анонимного авторитета так же неуловимы, как и законы рынка неуязвимы. А кто может нападать на невидимое? Кто может бунтовать против Никого?».
В интерпретации фактов огромное большинство журналистов опираются на собственное мнение или общую редакционную политику. Такие фразы, как «наблюдатели полагают» или «эксперты считают», чаще всего не означают, что журналист действительно получил какие-то комментарии экспертов, и применяются чисто риторически. В современной журналистике, ссылки на неназванные источники являются скорее правилом, чем исключением, и немногие телеканалы требуют от журналистов использовать не менее двух независимых источников. Это приводит к недоверию к информации ряда каналов и СМИ в целом.
Тем не менее, не беря во внимание полемику публицистическую, в полемике научной ссылка на анонимный авторитет (обезличенный источник) считается нежелательной, в точных науках — недопустимой. Ссылка на источник не нужна в двух случаях: а) для общеизвестной информации; б) для информации, которую может подтвердить множество других источников. Во всех остальных случаях ссылка на источник как минимум желательна. Неназванный источник уменьшает степень достоверности материала.

## Попытки борьбы на законодательном уровне
В мае 2003 года Уральский институт прикладной политики и экономики (УИППЭ) направил в Думу предложение законодательно запретить средствам массовой информации ссылки на обезличенные источники и установить меру ответственности за использование в материалах словосочетаний типа «по мнению наблюдателей»; «как полагают эксперты»; «источник, пожелавший остаться неизвестным»; «по слухам» и т. д. Предложенные поправки в закон «О СМИ» предусматривали административную и уголовную ответственность за «обнародование информации, имеющей конкретный источник, но не имеющей публичной подтверждённости — официальной либо неофициально-свидетельской». СМИ выразили протест против законопроекта, аргументируя, что в случае принятия поправок журналистика свелась бы к цитированию официальных заявлений. В письме Института также предлагалось запретить публикацию обезличенной информации «со ссылкой на ресурсы всемирной сети Интернет» в связи с многочисленным цитированием оборота «Как сообщает Интернет». Журнал «Коммерсантъ Власть» называл подобные фразы смешными, сравнивая их с сентенциями формата «Вот тут в газетах пишут…» или «Мне вчера жена сказала…» — гораздо грамотнее, по мнению издания, выглядит ссылка на конкретное СМИ.

## Неопределённые фразы
В 2009 году исследование сообщества Википедия выделило три типа неопределённых фраз:
1. без чёткого количественного обозначения — «многие эксперты», «некоторые весьма уважаемые люди» и т. д.
2. использование пассива — «говорится», «считается» и т. д.
3. использование наречий — «часто», «возможно» и т. д.

Другие примеры:
- Люди говорят (Какие люди? Сколько людей?)
- До 50 % (0,01 % или 49,99 % ?)
- Врачи рекомендуют (Какие врачи? Все или не все?)
- Наш источник в президентской администрации (Какой источник?)
- Я слышал (От кого? Насколько достоверен источник?) и т. д.